# Станіславський Григорій Антонович
Григорій Антонович Станісла́вський (Гжегож Станіславський; псевдонім — Равич; пол. Grzegorz Stanisławski; нар. 1876 — пом. 28 вересня 1921, Варшава) — київський лікар-хірург і польський театральний діяч, художник-аматор.
Син письменника, юриста і таємного радника Антонія-Роберта Станіславського, брат художника Яна Станіславського, чоловік польської акторки і режисерки Станіслави Висоцької.

## Життєпис
Гжегож Станіславський народився 1876 року в родині письменника, юриста і таємного радника Антонія-Роберта Станіславського і Кароліни Станіславської-Ольшевської.
Здобувши медичну освіту, присвятив себе лікувальній справі у Києві, був серед лікарів, що створювали і розвивали знамениту київську школу швидкої медичної допомоги. Проживав у Києві на вул. Малій Володимирській, 43, але часто гостював у свого брата, видатного польського художника Яна Станіславського в Кракові, з яким був у близьких стосунках. Ян багато разів згадував про Гжегожа у своєму «Щоденнику» (особливо в 1907—1912 роках).
1863—1905 років постановка польських вистав у Києві була заборонена царською владою. Гжегож Станіславський був одним з організаторів нелегальних польських вистав.
Гжегож зіграв важливу роль в житті художника Миколи Бурачека. 1905 року під час лікування Миколи він познайомив його з братом Яном. Переглянувши твори Миколи Бурачека, Ян запропонував йому вступити до Краківської академії красних мистецтв, в якій він очолював пейзажну майстерню. Добросердечні брати допомогли Миколі Бурачеку фінансово, влаштували його побут у Кракові і надалі всебічно підтримували талановитого художника.
Григорій Станіславський був серед лікарів, які чергували на рятувальній станції, організованій Товариством швидкої медичної допомоги, яке діяло на основі статуту, затвердженого Міністерством внутрішніх справ. Ще на початку XX століття їздив у кареті швикої допомоги для надання негайної допомоги київським пацієнтам. При цьому він працював навіть в небезпечних умовах, зокрема під час єврейських погромів, про що згадувала як свідок такої події оперна співачка Яніна Королевич-Вайдова.
1911 року Гжегож одружився з актрисою Краківського театру Станіславою Висоцькою, після чого Станіслава переїхала до нього в Київ, де здійснила чудову театральну кар'єру, створивши, зокрема експериментальний театр «Студія», в якому розроблялись принципи К. С. Станіславського.
Гжегож Станіславський, крім своєї роботи лікаря, розробляв під псевдонімом Равич костюми та декорації для театру «Студія».
Крім того, він захоплювався колекціонуванням табакерок, у нього також було багато картин свого брата. За словами Ярослава Івашкевича, який був літературним керівником театру «Студія», Гжегож «був привабливою людиною, але справляв враження делікатного та слабкого» в порівнянні з дружиною.
Своїх рідних дітей він не мав, проте виховував свою пасербицю Яніну Висоцьку (1903—1975), піаністку і клавесиністку, згодом дружину Тадеуша Охлевського (1894—1975), скрипаля, вчителя та музичного видавця. 1911—1919 років Яніна здобувала музичну освіту в консерваторії, яка до 1913 року мала статус музичного училища (училище Київського відділення Імператорського російського музичного товариства).
До 1919 року разом з дружиною Станіславою і донькою проживав у Києві за адресою: вул. Столипінська, буд. 43 (нині — вул. Олеся Гончара). Стіни їх квартири, яка виглядала як маленький музей, а не приватне житло, були увішані картинами Яна Станіславського на тему українських пейзажів і видів Києва.
1920 року з родиною емігрував до Польщі. Працював у військовому шпиталі Варшави.
28 вересня 1921 року він помер від туберкульозу і був похований на Повонзківському цвинтарі.